# Ingelfingen
Ingelfingen is een plaats in de Duitse deelstaat Baden-Württemberg, en maakt deel uit van het Hohenlohekreis.
Ingelfingen telt 5.476 inwoners.

## Stadsdelen
- Criesbach
- Diebach
- Dörrenzimmern
- Eberstal
- Hermuthausen
- Kernstadt
- Stachenhausen
- Weldingsfelden

Bretzfeld ·
Dörzbach ·
Forchtenberg ·
Ingelfingen ·
Krautheim ·
Künzelsau ·
Kupferzell ·
Mulfingen ·
Neuenstein ·
Niedernhall ·
Öhringen ·
Pfedelbach ·
Schöntal ·
Waldenburg ·
Weißbach ·
Zweiflingen